# John Purdell
John Purdell (8 de julio de 1959 - 10 de julio de 2003) fue un músico y productor discográfico, destacándose en la producción de los álbumes No More Tears de Ozzy Osbourne (1991) y Awake de Dream Theater (1994). Nació en San Diego y creció en Los Ángeles. 

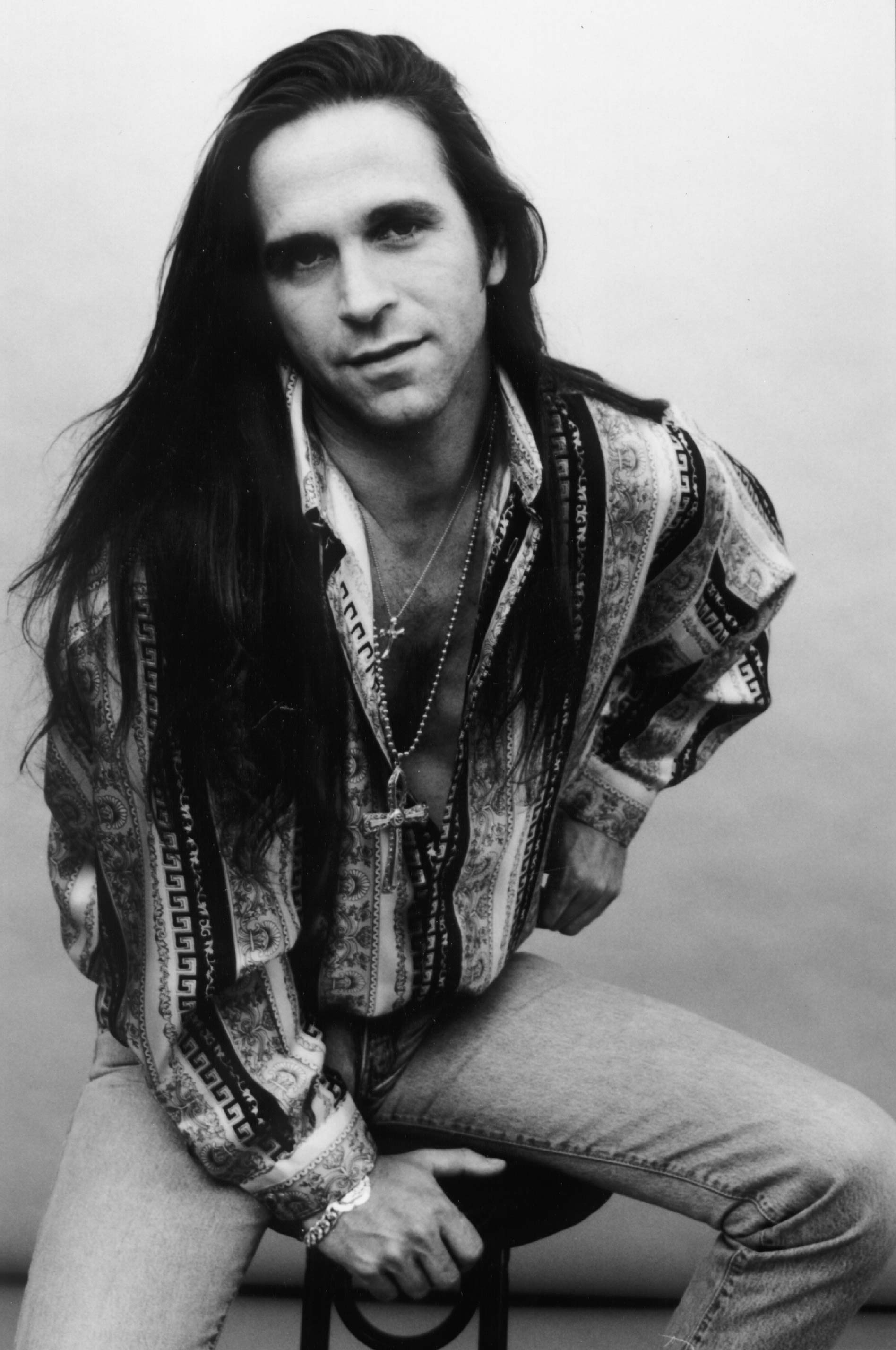
John Purdell

Además de producir discos para reconocidas agrupaciones como Ozzy Osbourne, Abandon Shame, Poison, L.A. Guns, Dream Theater, Kix, Alice Cooper, Cinderella, Tangier, Heart, Ted Nugent y Demolition Pit, también salió de gira como teclista con Quiet Riot, y Foreigner. También escribió tres canciones del álbum Ozzmosis de Ozzy Osbourne.

## Discografía
- Hindsight (1998)

## Créditos
- Quiet Riot, QR III (1986) - coproductor, teclados
- Ozzy Osbourne, No More Tears (1991) - coproductor
- Foreigner, The Very Best ... and Beyond - coproductor, teclados
- Heart, Desire Walks On (1993) - coproductor, teclados
- Alice Cooper, The Last Temptation (1994) - teclados
- Cinderella, Still Climbing (1994) - coproductor
- Dream Theater, Awake (1994) - coproductor
- Ozzy Osbourne, Ozzmosis (1995) - compositor de "Perry Mason", "Old L.A. Tonight" y "Tomorrow"

## Muerte
Purdell murió de cáncer el 10 de julio de 2003 en Canadá.